# JR新潟鉄道サービス
JR新潟鉄道サービス株式会社（ジェイアールにいがたてつどうサービス）は、新潟県新潟市中央区に本社を置く東日本旅客鉄道（JR東日本）の子会社である。2012年10月1日に新潟鉄道整備から社名変更した。
主な事業内容として、JR新潟支社管内の車両センターおよび駅構内における整備・清掃業務がある。事業所は18箇所に設置されている。

## 沿革
- 1954年 - 鉄道清掃株式会社が設立[1]。
- 1960年 - 鉄道清掃株式会社は株式会社鉄道事業社に商号を変更[1]。
- 1965年 - 新潟整備株式会社が設立[1]。
- 1969年 - 新潟整備株式会社は新潟車両工業株式会社に商号を変更[1]。
- 1975年 - 秋田支店が秋田鉄道事業社株式会社（現・JR秋田鉄道サービス株式会社）として独立[1]。
- 1988年 - 高崎支店の全業務を高鉄開発株式会社に譲渡[1]。
- 1989年 - 鉄道清掃株式会社と新潟車両工業株式会社が合併し、新潟鉄道整備株式会社に商号を変更[1]。
- 2012年 - 新潟鉄道整備株式会社からJR新潟鉄道サービス株式会社に商号を変更[1]。